# Katastrofa samolotu DHC-6 (2010)
Katastrofa samolotu DHC-6 – wypadek lotniczy samolotu de Havilland Canada DHC-6 Twin Otter, należącego do linii lotniczych Tara Air, do którego doszło 15 grudnia 2010 w pobliżu Srichaur w Nepalu. W wyniku wypadku śmierć poniosły 22 osoby (19 pasażerów i 3 członków załogi) – wszystkie osoby, które znajdowały się na pokładzie.

## Wypadek
Pięć minut po starcie z lotniska Lamidanda lewe skrzydło samolotu uderzyło w ziemię, a DHC-6 rozbił się. Początkowo spekulowano, że przyczyną katastrofy była zła pogoda. Pojawiły się również doniesienia, że samolot mógł zostać przeciążony. Oba zarzuty zostały później obalone.
Helikoptery szukały wraku samolotu w dniu katastrofy, ale zostały odwołane w nocy ze względu na słabą widoczność. Następnego dnia armia nepalska zlokalizowała wrak w dystrykcie Okhaldhunga. Odnaleziono wszystkie 22 ciała. Według rzecznik policji samolot całkowicie się rozpadł.
Z miejsca wypadku odzyskano rejestrator rozmów w kokpicie.

## Dochodzenie
Nepalskie Ministerstwo Kultury, Turystyki i Lotnictwa Cywilnego utworzyło grupę pięciu badaczy, aby znaleźć przyczynę katastrofy. Śledczy stwierdzili, że główną przyczyną wypadku była nierozważna decyzja pilota.